# Brachyopa notata
Brachyopa notata là một loài ruồi trong họ Ruồi giả ong (Syrphidae). Loài này được Osten Sacken mô tả khoa học đầu tiên năm 1875. Brachyopa notata phân bố ở miền Tân bắc